# Cadel Evans Great Ocean Road Race Women 2025
La 9e édition de la Cadel Evans Great Ocean Road Race Women a lieu le 1er février 2025. C'est la deuxième épreuve de l'UCI World Tour féminin 2025. Elle est remportée par la Néo-Zélandaise Ally Wollaston. 

## Équipes
| UCI Women's WorldTeams (10)- Lidl-Trek - Canyon//SRAM zondacrypto - Team Picnic PostNL - UAE Team ADQ - Ceratizit Pro Cycling Team - FDJ-Suez - Liv AlUla Jayco - Human Powered Health - AG Insurance-Soudal Team - Uno-X Mobility UCI Women's ProTeams (2)- EF Education-Oatly - St Michel-Preference Home-Auber93 Équipe féminine continentale- Team Coop-Repsol Équipe nationale- Australie |
| |

## Classement final
| \| Classement général \| Classement général \| Classement général \| Classement général \| Classement général \| \| Coureuse \| Coureuse \| Pays \| Équipe \| Temps \| \| ------------------ \| --------------------- \| ------------------ \| -------------------------- \| ------------------ \| \| 1re \| Ally Wollaston \| Nouvelle-Zélande \| FDJ-Suez \| 3 h 59 min 43 s \| \| 2e \| Karlijn Swinkels \| Pays-Bas \| UAE Team ADQ \| + 0 s \| \| 3e \| Noemi Rüegg \| Suisse \| EF Education-Oatly \| + 0 s \| \| 4e \| Chloé Dygert \| États-Unis \| Canyon//SRAM zondacrypto \| + 0 s \| \| 5e \| Silke Smulders \| Pays-Bas \| Liv AlUla Jayco \| + 0 s \| \| 6e \| Ruth Edwards \| États-Unis \| Human Powered Health \| + 0 s \| \| 7e \| Niamh Fisher-Black \| Nouvelle-Zélande \| Lidl-Trek \| + 0 s \| \| 8e \| Dilyxine Miermont \| France \| Ceratizit Pro Cycling Team \| + 0 s \| \| 9e \| Barbara Malcotti \| Italie \| Human Powered Health \| + 0 s \| \| 10e \| Mie Bjørndal Ottestad \| Norvège \| Uno-X Mobility \| + 2 s \| |                       |                  |                            |                 |
| |                       |                  |                            |                 |
| |                       |                  |                            |                 |
| Classement général |                       |                  |                            |                 |
| Coureuse | Coureuse              | Pays             | Équipe                     | Temps           |
| 1re | Ally Wollaston        | Nouvelle-Zélande | FDJ-Suez                   | 3 h 59 min 43 s |
| 2e | Karlijn Swinkels      | Pays-Bas         | UAE Team ADQ               | + 0 s           |
| 3e | Noemi Rüegg           | Suisse           | EF Education-Oatly         | + 0 s           |
| 4e | Chloé Dygert          | États-Unis       | Canyon//SRAM zondacrypto   | + 0 s           |
| 5e | Silke Smulders        | Pays-Bas         | Liv AlUla Jayco            | + 0 s           |
| 6e | Ruth Edwards          | États-Unis       | Human Powered Health       | + 0 s           |
| 7e | Niamh Fisher-Black    | Nouvelle-Zélande | Lidl-Trek                  | + 0 s           |
| 8e | Dilyxine Miermont     | France           | Ceratizit Pro Cycling Team | + 0 s           |
| 9e | Barbara Malcotti      | Italie           | Human Powered Health       | + 0 s           |
| 10e | Mie Bjørndal Ottestad | Norvège          | Uno-X Mobility             | + 2 s           |

## Liste des participantes
| Légende | Légende                                                                         | Légende | Légende                                                    |
| ------- | ------------------------------------------------------------------------------- | ------- | ---------------------------------------------------------- |
| Num     | Dossard de départ porté par le coureur sur ce Cadel Evans Great Ocean Road Race | Pos     | Position à l'arrivée de la course                          |
|         | Indique un maillot de champion national ou mondial, suivi de sa spécialité      | NP      | Indique un coureur qui n'a pas pris le départ de la course |
| AB      | Indique un coureur qui n'a pas terminé la course                                | HD      | Indique un coureur qui a terminé la course hors des délais |

| Lidl-Trek LTK | Lidl-Trek LTK                   | Lidl-Trek LTK |
| ------------- | ------------------------------- | ------------- |
| Num           | Coureuse                        | Pos           |
| 1             | Clara Copponi (FRA)             | 43e           |
| 2             | Lauretta Hanson (AUS)           | 50e           |
| 3             | Isabel Sharp (GBR)              | 62e           |
| 4             | Amanda Spratt (AUS)             | 13e           |
| 5             | Felicity Wilson-Haffenden (AUS) | 72e           |
| 6             | Niamh Fisher-Black (NZL)        | 7e            |

| Canyon//SRAM zondacrypto CSZ | Canyon//SRAM zondacrypto CSZ | Canyon//SRAM zondacrypto CSZ |
| ---------------------------- | ---------------------------- | ---------------------------- |
| Num                          | Coureuse                     | Pos                          |
| 11                           | Neve Bradbury (AUS)          | NP                           |
| 12                           | Tiffany Cromwell (AUS)       | 47e                          |
| 13                           | Chloé Dygert (USA)           | 4e                           |
| 14                           | Maria Martins (POR)          | 76e                          |
| 15                           | Alice Towers (GBR)           | 14e                          |
| 16                           | Maike van der Duin (NED)     | 45e                          |

| Team Picnic PostNL TPP | Team Picnic PostNL TPP  | Team Picnic PostNL TPP |
| ---------------------- | ----------------------- | ---------------------- |
| Num                    | Coureuse                | Pos                    |
| 21                     | Silje Bader (NED)       | 74e                    |
| 22                     | Rachele Barbieri (ITA)  | 25e                    |
| 23                     | Eleonora Ciabocco (ITA) | 20e                    |
| 24                     | Josie Nelson (GBR)      | 17e                    |
| 25                     | Mara Roldan (CAN)       | 42e                    |
| 26                     | Becky Storrie (GBR)     | 40e                    |

| UAE Team ADQ UAD | UAE Team ADQ UAD                  | UAE Team ADQ UAD |
| ---------------- | --------------------------------- | ---------------- |
| Num              | Coureuse                          | Pos              |
| 31               | Sofia Bertizzolo (ITA)            | 51e              |
| 32               | Elizabeth Holden (GBR)            | 32e              |
| 33               | Erica Magnaldi (ITA)              | 22e              |
| 34               | Greta Marturano (ITA)             | 46e              |
| 35               | Karlijn Swinkels (NED)            | 2e               |
| 36               | Dominika Włodarczyk (POL) (route) | 15e              |

| Ceratizit Pro Cycling Team CTC | Ceratizit Pro Cycling Team CTC | Ceratizit Pro Cycling Team CTC |
| ------------------------------ | ------------------------------ | ------------------------------ |
| Num                            | Coureuse                       | Pos                            |
| 41                             | Sandra Alonso (ESP)            | 30e                            |
| 42                             | Kristýna Burlová (CZE)         | 63e                            |
| 43                             | Sara Fiorin (ITA)              | 66e                            |
| 44                             | Daniek Hengeveld (NED)         | AB                             |
| 45                             | Dilyxine Miermont (FRA)        | 8e                             |

| FDJ-Suez TFS | FDJ-Suez TFS          | FDJ-Suez TFS |
| ------------ | --------------------- | ------------ |
| Num          | Coureuse              | Pos          |
| 51           | Elise Chabbey (SUI)   | 11e          |
| 52           | Eugénie Duval (FRA)   | 69e          |
| 53           | Amber Kraak (NED)     | 12e          |
| 54           | Marie Le Net (FRA)    | 33e          |
| 55           | Églantine Rayer (FRA) | 58e          |
| 56           | Ally Wollaston (NZL)  | 1re          |

| Liv AlUla Jayco LIV | Liv AlUla Jayco LIV       | Liv AlUla Jayco LIV |
| ------------------- | ------------------------- | ------------------- |
| Num                 | Coureuse                  | Pos                 |
| 61                  | Ruby Roseman-Gannon (AUS) | 41e                 |
| 62                  | Ella Wyllie (NZL)         | 19e                 |
| 63                  | Silke Smulders (NED)      | 5e                  |
| 64                  | Amber Pate (AUS)          | 31e                 |
| 65                  | Josie Talbot (AUS)        | 64e                 |
| 66                  | Georgia Baker (AUS)       | 67e                 |

| Human Powered Health HPH | Human Powered Health HPH    | Human Powered Health HPH |
| ------------------------ | --------------------------- | ------------------------ |
| Num                      | Coureuse                    | Pos                      |
| 71                       | Ruth Edwards (USA)          | 6e                       |
| 72                       | Barbara Malcotti (ITA)      | 9e                       |
| 73                       | Marit Raaijmakers (NED)     | AB                       |
| 74                       | Katia Ragusa (ITA)          | 57e                      |
| 75                       | Kathrin Schweinberger (AUT) | 26e                      |
| 76                       | Silvia Zanardi (ITA)        | 68e                      |

| AG Insurance-Soudal Team AGS | AG Insurance-Soudal Team AGS | AG Insurance-Soudal Team AGS |
| ---------------------------- | ---------------------------- | ---------------------------- |
| Num                          | Coureuse                     | Pos                          |
| 81                           | Justine Ghekiere (BEL)       | AB                           |
| 82                           | Anya Louw (AUS)              | 38e                          |
| 83                           | Alexandra Manly (AUS)        | 16e                          |
| 84                           | Gaia Masetti (ITA)           | 28e                          |
| 85                           | Nicole Steigenga (NED)       | 61e                          |
| 86                           | Julie Van de Velde (BEL)     | 24e                          |

| EF Education-Oatly EFC | EF Education-Oatly EFC     | EF Education-Oatly EFC |
| ---------------------- | -------------------------- | ---------------------- |
| Num                    | Coureuse                   | Pos                    |
| 92                     | Kim Cadzow (NZL) (route)   | 59e                    |
| 93                     | Noemi Rüegg (SUI) (route)  | 3e                     |
| 94                     | Sarah Roy (AUS)            | 18e                    |
| 95                     | Henrietta Christie (NZL)   | 53e                    |
| 96                     | Babette van der Wolf (NED) | 54e                    |

| Uno-X Mobility UXM | Uno-X Mobility UXM                  | Uno-X Mobility UXM |
| ------------------ | ----------------------------------- | ------------------ |
| Num                | Coureuse                            | Pos                |
| 101                | Alberte Greve (DEN)                 | 39e                |
| 102                | Anouska Koster (NED)                | 27e                |
| 103                | Mie Bjørndal Ottestad (NOR) (route) | 10e                |
| 104                | Rebecca Koerner (DEN) (route)       | 49e                |
| 105                | Simone Boilard (CAN)                | 34e                |
| 106                | Teuntje Beekhuis (NED)              | 48e                |

| St Michel-Preference Home-Auber 93 AUB | St Michel-Preference Home-Auber 93 AUB | St Michel-Preference Home-Auber 93 AUB |
| -------------------------------------- | -------------------------------------- | -------------------------------------- |
| Num                                    | Coureuse                               | Pos                                    |
| 111                                    | Alison Avoine (FRA)                    | 73e                                    |
| 112                                    | Coline Raby (FRA)                      | 71e                                    |
| 113                                    | Adèle Normand (CAN)                    | 60e                                    |
| 114                                    | Ella Simpson (AUS)                     | 75e                                    |
| 115                                    | Lucie Fityus (AUS)                     | 29e                                    |
| 116                                    | Emily Watts (AUS)                      | 36e                                    |

| Team Coop-Repsol HPU | Team Coop-Repsol HPU          | Team Coop-Repsol HPU |
| -------------------- | ----------------------------- | -------------------- |
| Num                  | Coureuse                      | Pos                  |
| 121                  | Stine Dale (NOR)              | 52e                  |
| 122                  | India Grangier (FRA)          | 21e                  |
| 123                  | Monica Greenwood (GBR)        | AB                   |
| 124                  | Sigrid Ytterhus Haugset (NOR) | 23e                  |
| 125                  | Magdalene Lind (NOR)          | 35e                  |
| 126                  | Mari Hole Mohr (NOR)          | 65e                  |

| Australie AUS | Australie AUS  | Australie AUS |
| ------------- | -------------- | ------------- |
| Num           | Coureuse       | Pos           |
| 131           | Maeve Plouffe  | 70e           |
| 132           | Alli Anderson  | 44e           |
| 133           | Talia Appleton | 37e           |
| 134           | Alyssa Polites | AB            |
| 135           | Lauren Bates   | 56e           |
| 136           | Emily Dixon    | 55e           |

| Lidl-Trek LTK | Lidl-Trek LTK                   | Lidl-Trek LTK |
| ------------- | ------------------------------- | ------------- |
| Num           | Coureuse                        | Pos           |
| 1             | Clara Copponi (FRA)             | 43e           |
| 2             | Lauretta Hanson (AUS)           | 50e           |
| 3             | Isabel Sharp (GBR)              | 62e           |
| 4             | Amanda Spratt (AUS)             | 13e           |
| 5             | Felicity Wilson-Haffenden (AUS) | 72e           |
| 6             | Niamh Fisher-Black (NZL)        | 7e            |

| Canyon//SRAM zondacrypto CSZ | Canyon//SRAM zondacrypto CSZ | Canyon//SRAM zondacrypto CSZ |
| ---------------------------- | ---------------------------- | ---------------------------- |
| Num                          | Coureuse                     | Pos                          |
| 11                           | Neve Bradbury (AUS)          | NP                           |
| 12                           | Tiffany Cromwell (AUS)       | 47e                          |
| 13                           | Chloé Dygert (USA)           | 4e                           |
| 14                           | Maria Martins (POR)          | 76e                          |
| 15                           | Alice Towers (GBR)           | 14e                          |
| 16                           | Maike van der Duin (NED)     | 45e                          |

| Team Picnic PostNL TPP | Team Picnic PostNL TPP  | Team Picnic PostNL TPP |
| ---------------------- | ----------------------- | ---------------------- |
| Num                    | Coureuse                | Pos                    |
| 21                     | Silje Bader (NED)       | 74e                    |
| 22                     | Rachele Barbieri (ITA)  | 25e                    |
| 23                     | Eleonora Ciabocco (ITA) | 20e                    |
| 24                     | Josie Nelson (GBR)      | 17e                    |
| 25                     | Mara Roldan (CAN)       | 42e                    |
| 26                     | Becky Storrie (GBR)     | 40e                    |

| UAE Team ADQ UAD | UAE Team ADQ UAD                  | UAE Team ADQ UAD |
| ---------------- | --------------------------------- | ---------------- |
| Num              | Coureuse                          | Pos              |
| 31               | Sofia Bertizzolo (ITA)            | 51e              |
| 32               | Elizabeth Holden (GBR)            | 32e              |
| 33               | Erica Magnaldi (ITA)              | 22e              |
| 34               | Greta Marturano (ITA)             | 46e              |
| 35               | Karlijn Swinkels (NED)            | 2e               |
| 36               | Dominika Włodarczyk (POL) (route) | 15e              |

| Ceratizit Pro Cycling Team CTC | Ceratizit Pro Cycling Team CTC | Ceratizit Pro Cycling Team CTC |
| ------------------------------ | ------------------------------ | ------------------------------ |
| Num                            | Coureuse                       | Pos                            |
| 41                             | Sandra Alonso (ESP)            | 30e                            |
| 42                             | Kristýna Burlová (CZE)         | 63e                            |
| 43                             | Sara Fiorin (ITA)              | 66e                            |
| 44                             | Daniek Hengeveld (NED)         | AB                             |
| 45                             | Dilyxine Miermont (FRA)        | 8e                             |

| FDJ-Suez TFS | FDJ-Suez TFS          | FDJ-Suez TFS |
| ------------ | --------------------- | ------------ |
| Num          | Coureuse              | Pos          |
| 51           | Elise Chabbey (SUI)   | 11e          |
| 52           | Eugénie Duval (FRA)   | 69e          |
| 53           | Amber Kraak (NED)     | 12e          |
| 54           | Marie Le Net (FRA)    | 33e          |
| 55           | Églantine Rayer (FRA) | 58e          |
| 56           | Ally Wollaston (NZL)  | 1re          |

| Liv AlUla Jayco LIV | Liv AlUla Jayco LIV       | Liv AlUla Jayco LIV |
| ------------------- | ------------------------- | ------------------- |
| Num                 | Coureuse                  | Pos                 |
| 61                  | Ruby Roseman-Gannon (AUS) | 41e                 |
| 62                  | Ella Wyllie (NZL)         | 19e                 |
| 63                  | Silke Smulders (NED)      | 5e                  |
| 64                  | Amber Pate (AUS)          | 31e                 |
| 65                  | Josie Talbot (AUS)        | 64e                 |
| 66                  | Georgia Baker (AUS)       | 67e                 |

| Human Powered Health HPH | Human Powered Health HPH    | Human Powered Health HPH |
| ------------------------ | --------------------------- | ------------------------ |
| Num                      | Coureuse                    | Pos                      |
| 71                       | Ruth Edwards (USA)          | 6e                       |
| 72                       | Barbara Malcotti (ITA)      | 9e                       |
| 73                       | Marit Raaijmakers (NED)     | AB                       |
| 74                       | Katia Ragusa (ITA)          | 57e                      |
| 75                       | Kathrin Schweinberger (AUT) | 26e                      |
| 76                       | Silvia Zanardi (ITA)        | 68e                      |

| AG Insurance-Soudal Team AGS | AG Insurance-Soudal Team AGS | AG Insurance-Soudal Team AGS |
| ---------------------------- | ---------------------------- | ---------------------------- |
| Num                          | Coureuse                     | Pos                          |
| 81                           | Justine Ghekiere (BEL)       | AB                           |
| 82                           | Anya Louw (AUS)              | 38e                          |
| 83                           | Alexandra Manly (AUS)        | 16e                          |
| 84                           | Gaia Masetti (ITA)           | 28e                          |
| 85                           | Nicole Steigenga (NED)       | 61e                          |
| 86                           | Julie Van de Velde (BEL)     | 24e                          |

| EF Education-Oatly EFC | EF Education-Oatly EFC     | EF Education-Oatly EFC |
| ---------------------- | -------------------------- | ---------------------- |
| Num                    | Coureuse                   | Pos                    |
| 92                     | Kim Cadzow (NZL) (route)   | 59e                    |
| 93                     | Noemi Rüegg (SUI) (route)  | 3e                     |
| 94                     | Sarah Roy (AUS)            | 18e                    |
| 95                     | Henrietta Christie (NZL)   | 53e                    |
| 96                     | Babette van der Wolf (NED) | 54e                    |

| Uno-X Mobility UXM | Uno-X Mobility UXM                  | Uno-X Mobility UXM |
| ------------------ | ----------------------------------- | ------------------ |
| Num                | Coureuse                            | Pos                |
| 101                | Alberte Greve (DEN)                 | 39e                |
| 102                | Anouska Koster (NED)                | 27e                |
| 103                | Mie Bjørndal Ottestad (NOR) (route) | 10e                |
| 104                | Rebecca Koerner (DEN) (route)       | 49e                |
| 105                | Simone Boilard (CAN)                | 34e                |
| 106                | Teuntje Beekhuis (NED)              | 48e                |

| St Michel-Preference Home-Auber 93 AUB | St Michel-Preference Home-Auber 93 AUB | St Michel-Preference Home-Auber 93 AUB |
| -------------------------------------- | -------------------------------------- | -------------------------------------- |
| Num                                    | Coureuse                               | Pos                                    |
| 111                                    | Alison Avoine (FRA)                    | 73e                                    |
| 112                                    | Coline Raby (FRA)                      | 71e                                    |
| 113                                    | Adèle Normand (CAN)                    | 60e                                    |
| 114                                    | Ella Simpson (AUS)                     | 75e                                    |
| 115                                    | Lucie Fityus (AUS)                     | 29e                                    |
| 116                                    | Emily Watts (AUS)                      | 36e                                    |

| Team Coop-Repsol HPU | Team Coop-Repsol HPU          | Team Coop-Repsol HPU |
| -------------------- | ----------------------------- | -------------------- |
| Num                  | Coureuse                      | Pos                  |
| 121                  | Stine Dale (NOR)              | 52e                  |
| 122                  | India Grangier (FRA)          | 21e                  |
| 123                  | Monica Greenwood (GBR)        | AB                   |
| 124                  | Sigrid Ytterhus Haugset (NOR) | 23e                  |
| 125                  | Magdalene Lind (NOR)          | 35e                  |
| 126                  | Mari Hole Mohr (NOR)          | 65e                  |

| Australie AUS | Australie AUS  | Australie AUS |
| ------------- | -------------- | ------------- |
| Num           | Coureuse       | Pos           |
| 131           | Maeve Plouffe  | 70e           |
| 132           | Alli Anderson  | 44e           |
| 133           | Talia Appleton | 37e           |
| 134           | Alyssa Polites | AB            |
| 135           | Lauren Bates   | 56e           |
| 136           | Emily Dixon    | 55e           |